# Halstablett

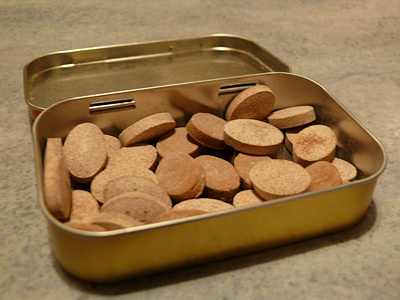
Halstabletter av märket Fishermans Friend.

Halstablett är en tablett, som bland annat används för att lindra halsont vid förkylning, influensa och relaterade sjukdomar. Halstabletter innehåller vanligen lenande mentol och kan finnas i många olika smaker.
Pepparmynta, timjan, anis och lakrits används i halstabletter för att ge en hostdämpande effekt genom att stimulera saliv.
Det finns både medicinska och icke-medicinska halstabletter. Icke-medicinska halstabletter finns att köpa i vanliga livsmedelsaffärer och somliga föredrar att äta dem som godis. Några kända varumärken i Sverige är Vicks, Fisherman's Friend samt det numera nedlagda Tulo.
Medicinska halstabletter (även kallade sugtabletter) är apoteksvaror och har, beroende på typ av tablett, speciella innehållsämnen, till exempel för att bedöva halsen eller för att motverka bakterier. Exempel på sådana halstabletter är Strepsils, Bafucin, Zyx och Mucoangin. Dessa räknas som receptfria läkemedel.
Det finns även en receptbelagd sugtablett för halsen där den verksamma substansen är flurbiprofen.